# Roquebillière
 Roquebillière  es una población y comuna francesa, en la región de Provenza-Alpes-Costa Azul, departamento de Alpes Marítimos, en el distrito de Niza. Es el chef-lieu del cantón de Roquebillière.

## Demografía
| 1377 | 1426 | 1336 | 1504 | 1539 | 1467 |
| Para los censos de 1962 a 1999 la población legal corresponde a la población sin duplicidades (Fuente: INSEE [Consultar]) |      |      |      |      |      |